# FF Большого Пса
FF Большого Пса (лат. FF Canis Majoris), HD 55173 — двойная затменная переменная звезда типа Беты Лиры (EB) в созвездии Большого Пса на расстоянии приблизительно 3217 световых лет (около 986 парсеков) от Солнца. Видимая звёздная величина звезды — от +7,74m до +7,33m. Орбитальный период — около 1,2134 суток.

## Характеристики
Первый компонент — бело-голубая звезда спектрального класса B2V или B3/5V(p).
Второй компонент — бело-голубая звезда спектрального класса B2V.